# Palais Mercy

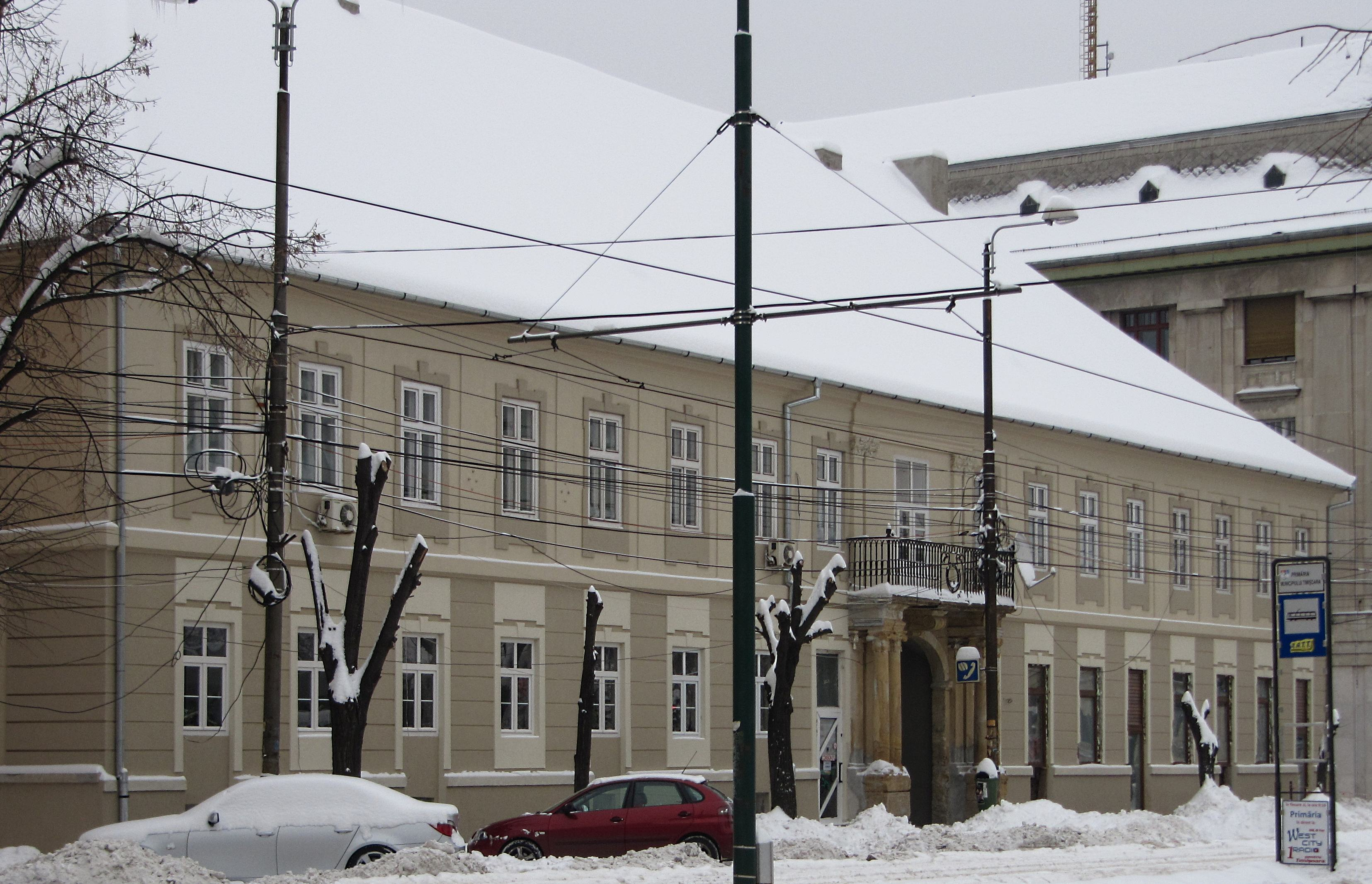
Palais Mercy

Das Palais Mercy (rumänisch Casa Contelui de Mercy), auch Haus Mercy, ist ein denkmalgeschütztes historisches Gebäude im Zentrum der westrumänischen Stadt Timișoara, in der Strada Proclamația de la Timișoara, Nr. 7.

## Geschichte
Das Palais Mercy wurde als Sitz des Gouverneurs des Banats, Claudius Florimund Mercy, unmittelbar nach der österreichischen Belagerung und Einnahme des zu dieser Zeit zum Ottomanischen Reich gehörigen damaligen Temeswar 1717 entworfen. Seine jetzige Gestalt erhielt es allerdings  erst 1737. Mercy fiel bereits 1734 bei einem  Angriff auf die Festung Crocetta bei Parma, sodass er die Fertigstellung dieses Gebäudes nicht mehr erlebte. 
In den Folgejahren diente das Gebäude als Bischofssitz und ab 1800 als Gerichtsgebäude. Das Gebäude beherbergt heute eine Bank. 

## Beschreibung
Das im eklektizistischen Stil mit neoklassizistischen Elementen gehaltene einstöckige Gebäude zeigt sich sowohl Inneren als auch an der Fassade architektonisch schlicht. Über dem  bogenförmigen Einfahrtsbereich zum Innenhof, der von zwei Säulen gerahmt ist, befindet sich ein Balkon.
Links neben dem Palais liegt der Deschan-Palast und auf der gegenüberliegenden Straßenseite befindet sich das Bega Shopping Center.